# Nuon Chea

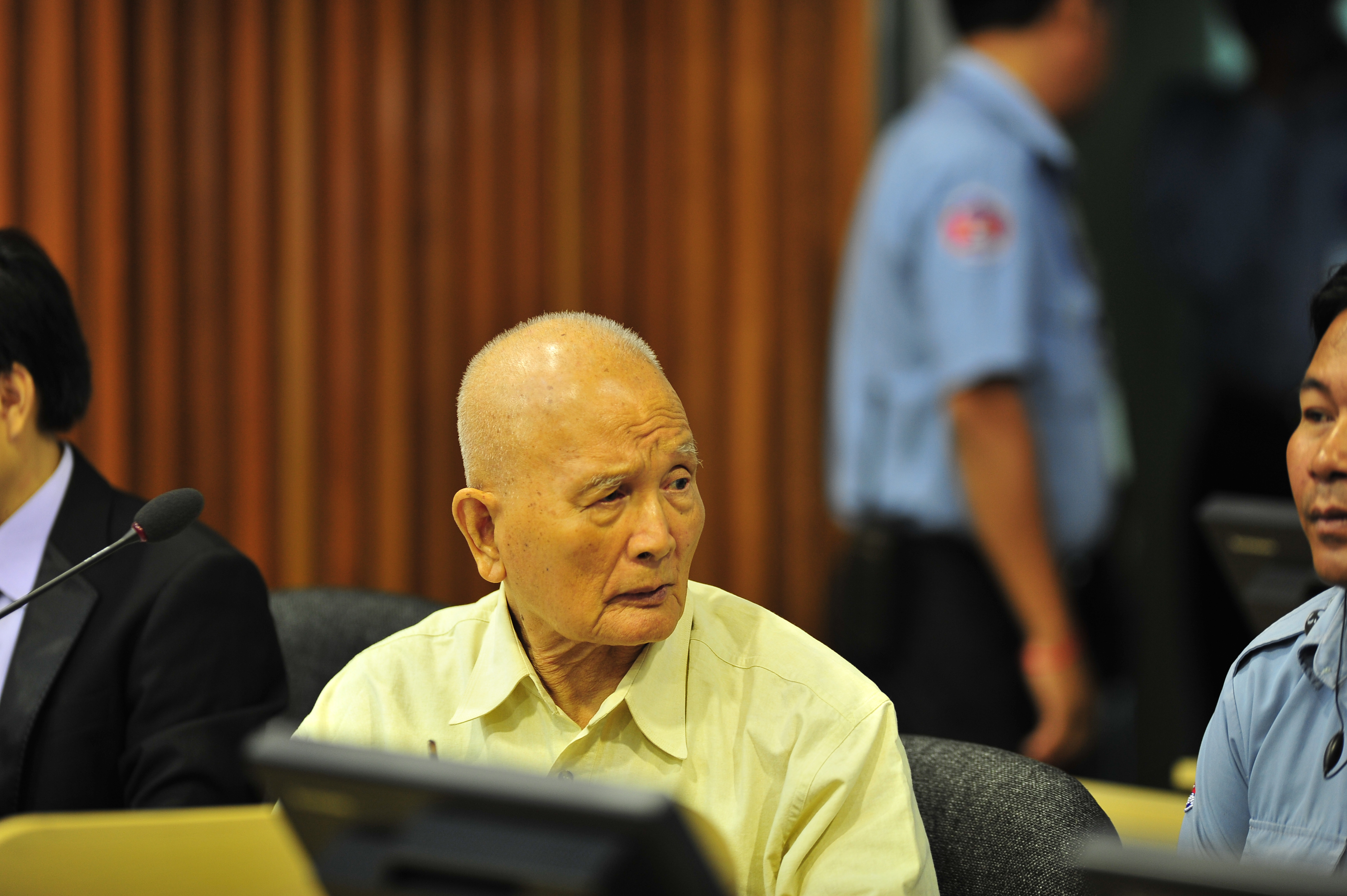
Nuon Chea während einer Anhörung am 31. Januar 2011

Nuon Chea (Khmer នួន ជា; * 7. Juli 1926; † 4. August 2019 in Phnom Penh), auch bekannt als Bruder Nr. 2, war ein kambodschanischer Politiker. Er war der Chefideologe der Roten Khmer und Stellvertreter von Pol Pot. Im November 2018 wurde er wegen Völkermordes an ethnischen Vietnamesen und der muslimischen Minderheit von einem internationalen Tribunal zu lebenslanger Haft verurteilt.

## Biografie
Nuon Chea wurde 1926 in der Provinz Battambang als Angehöriger der Sino-Khmer-Bevölkerungsgruppe geboren. Während seines Studiums an der Thammasat-Universität in Bangkok wurde er Mitglied der KP Thailands. Nach der Rückkehr nach Kambodscha schloss er sich den Roten Khmer an. Nach der Machtergreifung von Pol Pot war Nuon Chea von 1976 bis 1977 Regierungschef des Demokratischen Kampuchea. Er hielt sich zwar oft im Hintergrund, galt jedoch als hart und skrupellos.
Vor dem Hintergrund ideologischer Auseinandersetzungen innerhalb der Roten Khmer und der Perspektivlosigkeit ihrer Politik stellte sich Nuon Chea 1998 der Hun-Sen-Regierung in Phnom Penh und wurde von dieser – im Wortlaut Hun Sens – „wärmstens“ willkommen geheißen. Hun Sen empfing Chea gemeinsam mit einem weiteren hochrangigen Funktionär, Khieu Samphan, und deren Familien in Phnom Penh zu einem Versöhnungstreffen. Angesichts der rasch einsetzenden heimischen und internationalen Kritik sah sich Hun Sen veranlasst klarzustellen, dass seine politische Geste keineswegs eine Amnestie bedeute und er eine eventuelle Anklage der beiden vor dem von den Vereinten Nationen unterstützten Khmer-Rouge-Tribunal der Gerichtsbarkeit überlasse.
Neben vorliegenden Dokumenten wurde Nuon Chea vor allem durch Aussagen des 1999 verhafteten ehemaligen Leiters des Folterzentrums S-21, Kaing Guek Eav, schwer belastet. Letzterer hatte 1999 in mehreren Interviews mit dem US-Journalisten Nate Thayer die politische Rolle und Verantwortung von Nuon Chea innerhalb der Roten Khmer deutlich gemacht. 2004 erklärte Nuon Chea öffentlich seine Bereitschaft, vor das internationale Tribunal zu treten.
Am 19. September 2007 wurde Nuon Chea in seinem Wohnort Pailin in Südwestkambodscha verhaftet. Das Rote-Khmer-Tribunal in Kambodscha hatte zuvor einen Haftbefehl gegen ihn ausgestellt. Er war nun der ranghöchste Angeklagte des Tribunals, das die Verbrechen während des Genozids in Kambodscha von 1975 bis 1978 ahnden sollte. Am 16. September 2010 wurde Anklage gegen Nuon Chea erhoben. Der Prozess begann am 27. Juni 2011 und endete am 7. August 2014 mit Schuldspruch und Verurteilung zu lebenslanger Haft. Gegen das Urteil legte er im September 2014 Berufung ein. Er begründete dies mit einem unfairen Prozess, in dem entscheidende Zeugen nicht zugelassen worden seien. Die Strafe wurde im November 2016 vom Obersten Gerichtshof als angemessen aufrechterhalten. Chea musste sich weiterhin vor Gericht wegen Völkermordes an ethnischen Vietnamesen und der muslimischen Minderheit sowie Zwangsehen und Vergewaltigungen verantworten. Im November 2018 wurden er und Samphan dieser Genozide von einem internationalen Tribunal für schuldig gesprochen und zu lebenslanger Haft verurteilt.
Nuon Chea starb im August 2019 im Alter von 93 Jahren in einem Gefängnis in Phnom Penh.